# Rinspeed sQuba

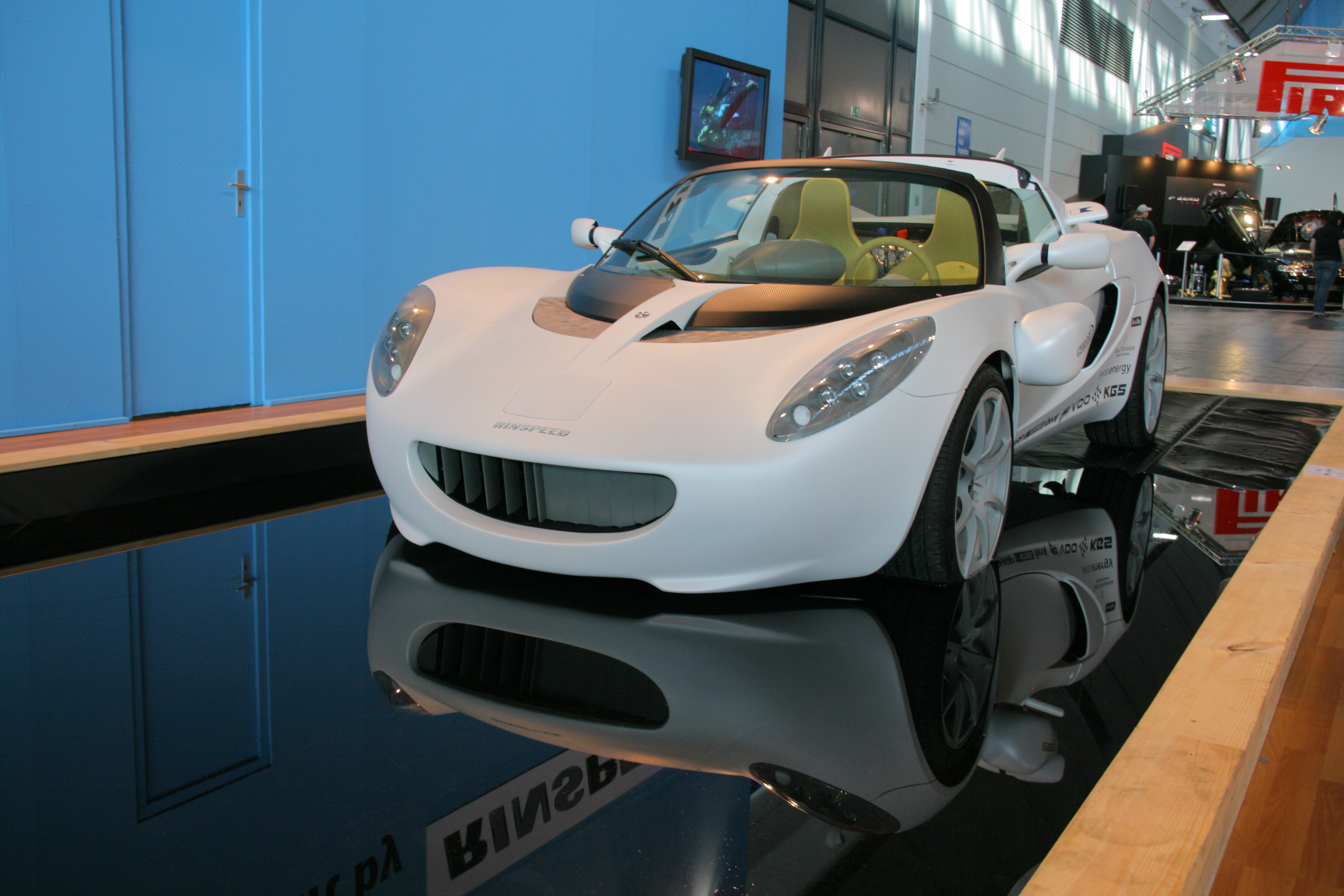
sQuba Fahrzeug auf der Tuning World Bodensee

Der Rinspeed sQuba ist ein Konzeptfahrzeug der Schweizer Kreativschmiede Rinspeed und wurde bei Esoro gefertigt.
Der Schweizer Entwickler Frank Rinderknecht stellte diese Studie auf dem Genfer Automobil-Salon 2008 vor. Das Fahrzeug fährt wie ein gewöhnlicher Zweisitzer über Land, kann aber ohne weiteres ins Wasser abtauchen. Dort bewegt es sich mit einem mit zwei Propellern versehenen Antrieb fort sowie zwei Jetstreams neben den Türen. Die wasserdichte, aber offene Karosserie (Cabrio) verhindert ein Eindringen des Wassers in die verschiedenen Baugruppen. Die Insassen werden über Tauchsport-Atemregler mit Atemluft aus Pressluftflaschen versorgt, die etwa für 2 Stunden ausreichen. Die Gesamtverweildauer des Gefährts unter Wasser beträgt max. fünf Stunden. Die Unterwasser-Höchstgeschwindigkeit beträgt drei km/h, an Land 120 km/h. Der Vortrieb wird mit zwei Pedalen bestimmt und die maximale Tauchtiefe beträgt zehn Meter.

Frank Rinderknecht:

„Seit drei Jahrzehnten stelle ich mir vor, wie es denn gelingen könnte, ein funktionstüchtiges Auto für den Unterwasser-Flug zu bauen. Nun haben wir den Traum Realität werden lassen.“

## Technische Ausrüstung
Das Fahrzeug basiert auf der Lotus Elise. Die Karosserie wurde komplett abgedichtet und mit Styropor ausgelegt, sodass der statische Auftrieb zum Schwimmen ausreicht. Das heißt, ohne Insassen schwimmt das Auto auf der Wasseroberfläche von allein. Das Fahrzeug besitzt drei Elektromotoren und ist abgasfrei. Die 3,6 kW starken Düsen sorgen für das Tauchen unter Wasser. Für den Vortrieb sorgen zwei Propeller am Heck. Gelenkt wird durch den unterschiedlichen Vortrieb beider Propeller. Die Elektronik wird durch Pressluft trocken gehalten. Auf der Straße fährt das Mobil mit den 160 Nm eines Elektromotors. Die Stromversorgung stellen Lithium-Ionen-Akkus sicher.
Die Karosserie-Oberfläche wurde strömungsgünstig mit 3D-Folienmaterial mit Haifischhaut-Prägung ausgestattet. Sie ist salzwasser-, d. h. seewasserfest und ist daher für den Einsatz im Meer geeignet. Das Fahrwerk für den Landtransport ist ein rostfreies Gewindefahrwerk von KW automotive, das mit Breitreifen von Pirelli versehen wurde.
An der Konzeptstudie waren folgende Firmen beteiligt: AEZ, Carl F. Bucherer, Foliatec.com, Konrad Hornschuch AG, HS Genion GmbH, KGS Diamond Group, KW automotive GmbH, LeasePlan (Schweiz) AG, u. a.